# دوغلاس شوارتز
دوغلاس شوارتز (بالإنجليزية: Douglas Schwartz)‏ هو منتج أفلام وكاتب سيناريو ومخرج أمريكي، ولد في 1944.

## وصلات خارجية
- دوغلاس شوارتز على موقع IMDb (الإنجليزية)
- دوغلاس شوارتز على موقع ألو سيني (الفرنسية)
- دوغلاس شوارتز على موقع أول موفي (الإنجليزية)
- دوغلاس شوارتز على موقع قاعدة بيانات الأفلام السويدية (السويدية)
- دوغلاس شوارتز على موقع قاعدة بيانات الفيلم (الإنجليزية)
- دوغلاس شوارتز على موقع كينوبويسك (الروسية)